# 北海道芦別工業高等学校
北海道芦別工業高等学校（ほっかいどう あしべつこうぎょうこうとうがっこう）は、かつて北海道芦別市北7条西5丁目にあった道立工業高等学校。1988年に北海道芦別総合技術高等学校へ統合され、閉校した。
学科は当初、機械科・電気科・工業化学科・土木科の4つあったが、後に機械科と電気科の2つとなっていた。

## 沿革
- 1964年（昭和39年）4月 - 開校[1]。
- 1969年（昭和44年）8月 - 全国高等学校野球選手権北北海道大会決勝で旭川東を2-1で破り、第51回全国高等学校野球選手権大会に出場。初戦（1回戦）で飯塚商業高等学校（福岡県）に0-7で敗れる[3][4]。
- 1971年（昭和46年）3月 - 第43回選抜高等学校野球大会に出場。初戦（2回戦・4月2日）で近大付（大阪府）に1-5で敗れる[3][4]。
- 1988年（昭和63年） - 北海道芦別商業高等学校との統合校として北海道芦別総合技術高等学校を開校するため、閉校となる[5]。生徒は2・3年生として芦別総合技術高等学校に転入学した。
- 1989年（平成元年）3月31日 - 最後の卒業生と共に閉校。

## アクセス
- 北海道中央バス滝芦線・砂芦線「溪水町」または「芦別工業高校前」（芦別総合技術高等学校閉校と共に廃止）下車すぐ